# Сосуново (Вологодская область)
Сосуново — деревня в Кирилловском районе Вологодской области.
Входит в состав Алёшинского сельского поселения, с точки зрения административно-территориального деления — в Мигачевский сельсовет.
Расстояние до районного центра Кириллова по автодороге — 30 км, до центра муниципального образования Шиндалово по прямой — 9 км. Ближайшие населённые пункты — Кабачино, Ивицы, Воробьево, Каргач.
По переписи 2002 года население — 8 человек.